# Hans Karel Michaëlis

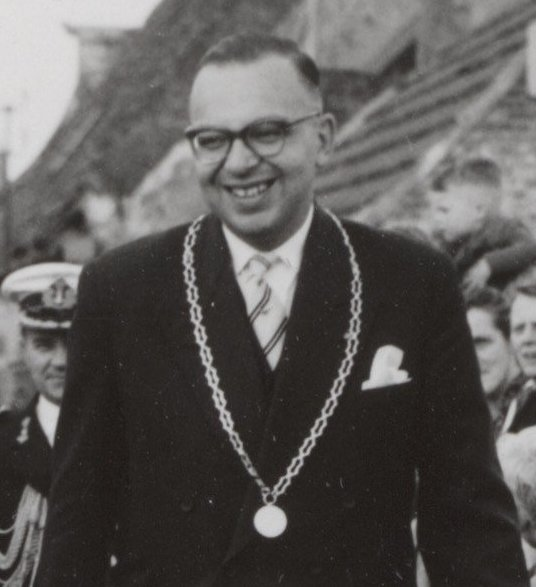
Burgemeester H.K. Michaëlis (1957)

Hans Karel Michaëlis (Arnhem, 2 juli 1920 – november 1973) was een Nederlands politicus van de CHU.
Hij werd geboren als zoon van Hendrik Karel Michaëlis (*1884; tandarts) en Maria Johanna van der Schroeff (1889-1965). In februari 1940 werd hij volontair bij de gemeentesecretarie van Noordwijk. Hij werd in 1944 gearresteerd en opgesloten in een kamp in Duitsland. Na de bevrijding keerde hij terug naar Noordwijk waar hij het bracht tot adjunct-commies. In 1947 ging hij eveneens als adjunct-commies werken bij de provinciale griffie van Zeeland. Michaëlis werd in 1951 benoemd tot burgemeester van Bruinisse. In 1958 volgde zijn benoeming tot burgemeester van Goes maar een jaar later kwam hij in de problemen. Zo bleek dat de verbouwing van zijn ambtswoning veel meer te kosten dan de daarvoor uitgetrokken kredieten en was er een auto gekocht zonder formeel begrotingskrediet. Ook bleken er veelvuldig uitgaven verkeerd geboekt te zijn. Hierop werd een administratief en justitieel onderzoek gestart en bovendien werd J.W. Noteboom, de voormalig burgemeester van Voorburg, in 1960 benoemd werd tot waarnemend burgemeester van Goes. Michaëlis werd in 1961 op eigen verzoek eervol ontslag verleend en hij trad in dienst bij een onderneming in Diemen. Rond 1965 volgde hij C. Rueb op als directeur van de Koninklijke Nederlandse Jagersvereniging. Michaëlis overleed in 1973 op 53-jarige leeftijd na een jachtongeval toen zijn geweer op de grond viel en afging.